# В навечерието
В навечерието (на руски: Накану́не) е третият пореден роман на руския писател Иван Тургенев. Той е най-добре познат с разказите си и с романа „Бащи и синове“. В творбата си Тургенев украсява една любовна история с размисли за живота на средната класа, както и с малко изкуство и философска полемика. Николай Добролюбов се отнася критично към „В навечерието“ и напада Тургенев.

## Сюжет
В основата на сюжета е Елена, млада девойка с хипохондрична майка и бездействащ баща, който е запасен офицер и има любовница. В навечерието на Кримската война, Елена е сподирена от свободолюбив скулптор (Шубин) и от един студент със сериозни намерения (Берсенев). Но щом българският другар на Берсенев, революционерът Инсаров, се среща с Елена, двамата се влюбват. Те се женят тайно, с което разочароват майката на Елена и разгневяват баща ѝ, който се е надявал да задоми дъщеря си със скучен, самодоволен функционер (Курнатовски). Инсаров почти умира от пневмония и само частично се възстановява. В хода на войната, Инсаров се опитва да се върне с Елена в България, но умира по трагичен начин във Венеция. Елена занася тялото на Инсаров на Балканите, за да го погребе, и изчезва.